# Кудар Петро Сергійович
Петро Сергійович Кудар (5 жовтня 1913, с. Новоолексіївка Приморського району Запорізької області — 30 жовтня 1941) — лейтенант Червоної Армії, учасник Другої світової війни, Герой Радянського Союзу.

## Біографія
Петро Кудар народився 5 жовтня 1913 року в селі Новоолексіївка (нині — Приморський район Запорізької області). Після закінчення Бердянського індустріального технікуму працював техніком у місті Сватове Ворошиловградської області Української РСР. У 1935 році призваний на службу в Робітничо-селянську Червону армію. В 1938 році закінчив Чугуївське військове авіаційне училище льотчиків.
З серпня 1941 — на фронтах німецько-радянської війни, командував ескадрильєю 249-го винищувального авіаполку 44-ї винищувальної авіадивізії 6-ї армії Південно-Західного фронту. Беручи участь у битві за Москву, здійснив 155 бойових вильотів на штурмовку, повітряну розвідку, супровід літаків, патрулювання. Внаслідок проведених ним штурмовок знищено 12 танків, 150 автомашин, близько 5 артилерійських систем, 80 кінних підвід, близько 800 солдатів та офіцерів противника. За два місяці бойових дії ескадрилья Кудара здійснила 431 бойовий виліт, завдавши німецьким військам великі втрати. 30 жовтня 1941 року під час бойового завдання літак Кударя був підбитий, а сам льотчик отримав важке поранення. Кударю вдалося довести літак до свого аеродрому, але при посадці він загинув.
Указом Президії Верховної Ради СРСР від 20 листопада 1941 року за «зразкове виконання бойових завдань командування на фронті боротьби з німецькими загарбниками та проявлені при цьому мужність та героїзм» лейтенант Петро Кудар посмертно удостоєний високого звання Героя Радянського Союзу. Також нагороджений орденами Леніна та Червоного Прапора.